# Панич Олексій Олегович
Олексі́й Оле́гович Пани́ч (нар. 8 травня 1960, Одеса) — український філософ, перекладач, літературознавець та громадський діяч. Кандидат філологічних (1990), доктор філософських наук (2009), професор (2011). Лауреат конкурсу філософських перекладів у номінації «Сучасна філософська література» (2016).

## З біографії
1982 року закінчив Донецький університет. Працював на заводі та на шахті. Протягом 1987—1989 років — режисер Донецького обласного Будинку працівників культури. У 1989—1992 роках працював викладачем Горлівського педагогічного інституту іноземних мов (Донецька обл.). У 1993—1997 роках був ректором та завідувачем кафедри художньої культури Донецького гуманітарного інституту. У 1994—1996 роках — доцент кафедри теорії літератури Донецького університету, у 1997—2001 роках — директор, завідувач кафедри культурології та музикознавства, 2001—2009 — заступник директора з наукової роботи, завідувач кафедри культурології Гуманітарного інституту цього ж університету. У 2009—2013 роках — науковий радник Донецького християнського університету, а в 2010—2011 роках — професор кафедри філософії та релігієзнавства Державного університету інформатики і штучного інтелекту (Донецьк). У 2011—2013 роках — професор кафедри філософії Донецького технічного університету.
Від 2013 року — провідний науковий співробітник науково-видавничого об'єднання «Дух і Літера», водночас від 2014 — професор філософії Української євангельської теологічної семінарії в Києві. Член українського PEN.
Викладач-дослідник кафедри освітнього лідерства, менеджменту і політики Університету Сітон-Холл (Seton Hall) штат Нью-Джерсі, США (1999—2000, 2005—2007).

## Науковий і перекладацький доробок
Досліджував історію російської літератури 19 століття, історію та розвиток європейської та російської культури, української приватної вищої освіти, європейської філософії. Від 2009 року активно займається перекладами філософських, релігієзнавчих та богословських текстів українською мовою.
Є автором кількох монографій (історія філософії, історія російської літератури), підручників та навчальних посібників (історія філософії, теорія культури, логіка, методологія аналізу літературного твору), написав понад сто наукових статей з філософії, літературознавства, культурології, теорії та історії освіти.
Один із авторів і перекладачів українського видання Європейського словника філософій.

## Праці та переклади
- История диалектики: диалектика в западноевропейской культуре. Д., 1998;
- «Медный всадник» А. Пушкина: от мифа к вымыслу. Д., 1998;
- Розвідки з історії скептицизму в британо-американській епістемології. Ч. 1. Британська модерна філософія (Гоббс, Локк, Барклі, Х'юм, Рід). Д., 2007;
- Теорія культури. Д., 2009;
- Нехорошие люди: об «отрицательных» персонажах в пьесах Чехова. Д., 2010 (співавт.);
- Аристотелева «усія»: між перекладом і неперекладністю // Аристотель: традиція, адаптація, переклад. — Київ: Дух і Літера, 2017. — С. 8–93.
- Скептицизм як епістемологія примирення / Marina Scharlaj (Ed.). Language and Power in Discourses of Conflict. — Berlin: Peter Lang, с. 327—342, Берлін, 2020.
- Арістотель. Метафізика (переклад з давньогрецької, передмова, коментарі). К., 2022.